# Campeonato Mundial de Patinação Artística no Gelo de 1976
O Campeonato Mundial de Patinação Artística no Gelo de 1976 foi a sexagésima sexta edição do Campeonato Mundial de Patinação Artística no Gelo, um evento anual de patinação artística no gelo organizado pela União Internacional de Patinação (em inglês:  International Skating Union) onde os patinadores artísticos competem pelo título de campeão mundial. A competição foi disputada entre os dias 2 de março e 7 de março, na cidade de Gotemburgo, Suécia.

## Eventos
- Individual masculino
- Individual feminino
- Duplas
- Dança no gelo

## Medalhistas
| Evento                        | Ouro                                                     | Prata                                              | Bronze                                              |
| Individual masculino detalhes | John Curry · Reino Unido                                 | Vladimir Kovalev · União Soviética                 | Jan Hoffmann · Alemanha Oriental                    |
| Individual feminino detalhes  | Dorothy Hamill · Estados Unidos                          | Christine Errath · Alemanha Oriental               | Dianne de Leeuw · Países Baixos                     |
| Duplas detalhes               | Irina Rodnina · Alexander Zaitsev · União Soviética      | Romy Kermer · Rolf Österreich · Alemanha Oriental  | Irina Vorobieva · Alexandr Vlasov · União Soviética |
| Dança no gelo detalhes        | Lyudmila Pakhomova · Alexandr Gorshkov · União Soviética | Irina Moiseeva · Andrei Minenkov · União Soviética | Colleen O'Connor · Jim Millns · Estados Unidos      |

## Resultados

### Individual masculino
| Pos.              | Nome                 | Nacionalidade      | Pontos |
| ----------------- | -------------------- | ------------------ | ------ |
| Medalha de ouro   | John Curry           | Reino Unido        | 13     |
| Medalha de prata  | Vladimir Kovalev     | União Soviética    | 15     |
| Medalha de bronze | Jan Hoffmann         | Alemanha Oriental  | 29     |
| 4                 | Toller Cranston      | Canadá             | 34     |
| 5                 | David Santee         | Estados Unidos     | 47     |
| 6                 | Terry Kubicka        | Estados Unidos     | 52     |
| 7                 | Minoru Sano          | Japão              | 62     |
| 8                 | Igor Bobrin          | União Soviética    | 74     |
| 9                 | Robin Cousins        | Reino Unido        | 79     |
| 10                | Pekka Leskinen       | Finlândia          | 102    |
| 11                | Konstantin Kokora    | União Soviética    | 101    |
| 12                | Mitsuru Matsumura    | Japão              | 101    |
| 13                | Christophe Boyadjian | França             | 124    |
| 14                | Zdeněk Pazdírek      | Tchecoslováquia    | 125    |
| 15                | Grzegorz Głowania    | Polônia            | 139.5  |
| 16                | Ted Barton           | Canadá             | 139.5  |
| 17                | Kenneth Polk         | Canadá             | 142    |
| 18                | Glyn Jones           | Reino Unido        | 163    |
| 19                | Gerd-Walter Gräbner  | Alemanha Ocidental | 173    |
| 20                | Thomas Öberg         | Suécia             | 175    |
| 21                | Flemming Söderquist  | Dinamarca          | 189    |

### Individual feminino
| Pos.              | Nome                      | Nacionalidade      | Pontos |
| ----------------- | ------------------------- | ------------------ | ------ |
| Medalha de ouro   | Dorothy Hamill            | Estados Unidos     | 10     |
| Medalha de prata  | Christine Errath          | Alemanha Oriental  | 22     |
| Medalha de bronze | Dianne de Leeuw           | Países Baixos      | 22     |
| 4                 | Anett Pötzsch             | Alemanha Oriental  | 41     |
| 5                 | Linda Fratianne           | Estados Unidos     | 43     |
| 6                 | Isabel de Navarre         | Alemanha Ocidental | 55     |
| 7                 | Lynn Nightingale          | Canadá             | 66     |
| 8                 | Wendy Burge               | Estados Unidos     | 69     |
| 9                 | Dagmar Lurz               | Alemanha Ocidental | 80     |
| 10                | Susanna Driano            | Itália             | 88     |
| 11                | Elena Vodorezova          | União Soviética    | 103    |
| 12                | Kim Alletson              | Canadá             | 105    |
| 13                | Karena Richardson         | Reino Unido        | 117    |
| 14                | Grażyna Dudek             | Polônia            | 131    |
| 15                | Denise Biellmann          | Suíça              | 138    |
| 16                | Claudia Kristofics-Binder | Áustria            | 149    |
| 17                | Emi Watanabe              | Japão              | 146    |
| 18                | Eva Durišinová            | Tchecoslováquia    | 158    |
| 19                | Hyo Jin Yun               | Coreia do Sul      | 177    |
| 20                | Niina Kyöttinen           | Finlândia          | 178    |
| 21                | Lise-Lotte Öberg          | Suécia             | 182    |
| 22                | Sharon Burley             | Austrália          | 197    |
| 23                | Bente Larsen              | Noruega            | 208    |
| 24                | Stella Bristing           | Dinamarca          | 215    |
| 25                | Gay Le Comte              | Nova Zelândia      | 225    |

### Duplas
| Pos.              | Nome                                    | Nacionalidade      | Pontos |
| ----------------- | --------------------------------------- | ------------------ | ------ |
| Medalha de ouro   | Irina Rodnina / Alexander Zaitsev       | União Soviética    | 9      |
| Medalha de prata  | Romy Kermer / Rolf Österreich           | Alemanha Oriental  | 23     |
| Medalha de bronze | Irina Vorobieva / Alexander Vlasov      | União Soviética    | 28     |
| 4                 | Manuela Groß / Uwe Kagelmann            | Alemanha Oriental  | 30     |
| 5                 | Tai Babilonia / Randy Gardner           | Estados Unidos     | 48     |
| 6                 | Nadezhda Gorshkova / Evgeni Shevalovski | União Soviética    | 51     |
| 7                 | Kerstin Stolfig / Veit Kempe            | Alemanha Oriental  | 64     |
| 8                 | Corinna Halke / Eberhard Rausch         | Alemanha Ocidental | 71     |
| 9                 | Alice Cook / William Fauver             | Estados Unidos     | 86     |
| 10                | Ingrid Spieglová / Alan Spiegl          | Tchecoslováquia    | 92.5   |
| 11                | Ursula Nemec / Michael Nemec            | Áustria            | 95     |
| 12                | Candace Jones / Don Fraser              | Canadá             | 110.5  |
| 13                | Gabrielle Beck / Jochen Stahl           | Alemanha Ocidental | 111    |

### Dança no gelo
| Pos.              | Nome                                    | Nacionalidade      | Pontos |
| ----------------- | --------------------------------------- | ------------------ | ------ |
| Medalha de ouro   | Liudmila Pakhomova / Alexander Gorshkov | União Soviética    | 9      |
| Medalha de prata  | Irina Moiseeva / Andrei Minenkov        | União Soviética    | 19     |
| Medalha de bronze | Colleen O'Connor / Jim Millns           | Estados Unidos     | 28     |
| 4                 | Krisztina Regőczy / András Sallay       | Hungria            | 36     |
| 5                 | Natalia Linichuk / Gennadi Karponosov   | União Soviética    | 43     |
| 6                 | Janet Thompson / Warren Maxwell         | Reino Unido        | 55     |
| 7                 | Barbara Berezowski / David Porter       | Canadá             | 71     |
| 8                 | Eva Peštová / Jiři Pokorný              | Tchecoslováquia    | 78     |
| 9                 | Teresa Weyna / Piotr Bojańczyk          | Polônia            | 75     |
| 10                | Susan Carscallen / Eric Gillies         | Canadá             | 91     |
| 11                | Kay Barsdell / Kenneth Foster           | Reino Unido        | 97     |
| 12                | Susi Handschmann / Peter Handschmann    | Áustria            | 105    |
| 13                | Judi Genovesi / Kent Weigle             | Estados Unidos     | 119    |
| 14                | Stefania Bertele / Walter Cecconi       | Itália             | 127    |
| 15                | Isabella Rizzi / Luigi Freroni          | Itália             | 128    |
| 16                | Marie-Joëlle Michel / Frédéric Garcin   | França             | 149    |
| 17                | Elżbieta Wegrzyk / Andrzej Alberciak    | Polônia            | 156    |
| 18                | Susan Kelley / Andrew Stroukoff         | Estados Unidos     | 155    |
| 19                | Gabriele Schäfer / Robert Dietz         | Alemanha Ocidental | 169    |

## Quadro de medalhas
| Ordem | País              | Medalha de ouro | Medalha de prata | Medalha de bronze |    | Ordem por total |
| ----- | ----------------- | --------------- | ---------------- | ----------------- | -- | --------------- |
| 1     | União Soviética   | 2               | 2                | 1                 | 5  | 1               |
| 2     | Estados Unidos    | 1               |                  | 1                 | 2  | 3               |
| 3     | Reino Unido       | 1               |                  |                   | 1  | 4               |
| 4     | Alemanha Oriental |                 | 2                | 1                 | 3  | 2               |
| 5     | Países Baixos     |                 |                  | 1                 | 1  | 4               |
| TOTAL | TOTAL             | 4               | 4                | 4                 | 12 | —               |